# حمد أشكناني
حمد أشكناني (20 مارس 1988 -)، ممثل كويتي.

## عن حياته
هو خريج «المعهد العالي للفنون المسرحية» قسم تمثيل وإخراج. بدأ التمثيل بعام 2007 وذلك بالأعمال المسرحية الأكاديمية في المهرجانات، وفي عام 2009 بدأ بالمشاركة بالأعمال التلفزيونية وذلك بمشاركته بمسلسل الحب الكبير مع الفنان عبد الحسين عبد الرضا، كما قام بدبجلة أفلام هندية إلى اللهجة كويتية.
وهو يعتبر من أسرة فنية، حيث أن الفنان عبد الرحمن العقل خاله، وابن عمته الفنان خالد أمين.

## أعماله

### في التلفزيون
| سنة الإنتاج | المسرحية          | بمشاركة                                                                          |
| ----------- | ----------------- | -------------------------------------------------------------------------------- |
| 2007        | الوجه الآخر       | عيسى ذياب                                                                        |
| 2008        | بروفة جنرال       | عبد الرحمن السلمان، منال الجار الله                                              |
| 2008        | كمبيو والأصدقاء   |                                                                                  |
| 2009        | عظم مشوي مقلي     | حصة النبهان، نصار النصار، حمد العماني                                            |
| 2009        | العصفور الأحدب    | أيوب دشتي، عيسى ذياب                                                             |
| 2010        | دماء بلا ثمن      | يعقوب عبد الله                                                                   |
| 2010        | خمس خوات وصياد    | إلهام الفضالة، مشاري البلام، شيماء علي، شجون الهاجري، فاطمة الصفي، بثينة الرئيسي |
| 2011        | قصة حب            | يعقوب عبد الله، مرام، حسين المهدي                                                |
| 2011        | زين إلى عالم جميل | شجون الهاجري، فاطمة الصفي، علي كاكولي                                            |
| 2012        | مصباح زين         | شجون الهاجري، فاطمة الصفي، عبد الله بهمن                                         |
| 2013        | زين والوحش        | شجون الهاجري، فاطمة الصفي، علي كاكولي، بشار الشطي                                |
| 2014        | زين البحار        | فاطمة الصفي، بشار الشطي، علي كاكولي، مروى بن صغير، حلا الترك، فرقة شياب          |
| 2015        | زين الاوطان       | فاطمة الصفي، بشار الشطي، علي كاكولي، مروى بن صغير، حلا الترك، فرقة شياب          |
| 2016        | زين الادغال       | فاطمة الصفي،بشار الشطي،علي كاكولي                                                |
| 2017        | زين عقلة الأصبع   | مروى بن صغير، فاطمة الصفي، بشار الشطي                                            |
| 2018        | صنع في زين        | فاطمة الصفي، بشار الشطي وغيرهم من الممثلين.                                      |
| 2019        | صنع في زين        | فاطمة الصفي، بشار الشطي وغيرهم من الممثلين.                                      |

| سنه الإنتاج | الفيلم | بمشاركة                                                                                         |
| ----------- | ------ | ----------------------------------------------------------------------------------------------- |
| 2011        | نورة   | حصة النبهان، محمد المسلم                                                                        |
| 2014        | 090    | هدى الخطيب، علي كاكولي محمد صفر، ليلى عبدالله، فرح الصراف، ناصر عباس، عبدالله عباس، محمد المسلم |
| 2017        | هامة   | عبد العزيز الحداد،بشار الشطي،علي كاكولي،ريم ارحمة                                               |